# ASV Bewegung Steyr
Der ASV Bewegung Steyr ist ein Sportverein aus dem Stadtteil Ennsleite der Statutarstadt Steyr in Österreich, der 1973/74 in der höchsten österreichischen Basketballliga spielte. Als traditioneller Arbeitersportverein ist er in der ASKÖ als Dachverband organisiert und dem Breitensport verbunden. Seine Erfolge lassen sich daher weniger an gewonnenen Meistertiteln als an der Bereitstellung von Strukturen zur Ausübung der aktiv betriebenen Sportarten messen. Derzeit umfasst er mehrere Zweigvereine und Sektionen, welche in den Sportarten Fußball, Tennis, Tischtennis und Stocksport aktiv sind.

## Geschichte

### Anfangsjahre bis Vereinsauflösung, 1920–1934
Im September des Jahres 1920 wurde der Fußballverein „Sportclub Wacker“ mit Vereinssitz im Gasthaus Poschinger in der Haratzmüllerstraße in Steyr gegründet. Gründungsmitglieder waren die Herren Hainberger Hans, Schuster Wenzl, Eigenstiller Hans, Brandtner Hans, Prilesnigg Franz, Edlauer Josef, Kriener Karl, Mathe Hans und Zeilermayer Josef. Die Aktiven waren vorwiegend im Stadtteil Ennsleite beheimatet und der Arbeiterbewegung nahestehend.
Bei der Jahreshauptversammlung des Jahres 1925 wurde die Namensänderung des Vereins in „ASK Bewegung Steyr“ beschlossen und die Vereinsfarben auf Rot-Schwarz festgelegt. Auch der Vereinssitz wurde gewechselt, nämlich ins Gasthaus Ribnitzky in der Damberggasse. Zu diesem Zeitpunkt sind die Sportarten Fußball und Handball ausgeübt worden.
Im Jahr 1926 trat der Verein dem Arbeiter Fußballverband „Freie Vereinigung der Amateur-Fußballvereine Österreich“ (VAFÖ) bei, der sich ab 1. Juli 1926 im „Arbeiterbund für Sport und Körperkultur“ (ASKÖ) organisierte. Ab Herbst 1926 wurden Meisterschaftswettkämpfe in der Landesgruppe Oberösterreich des VAFÖ bestritten.
Fußballspiele wurden anfangs auf diversen Wiesen und Plätzen der Stadt ausgetragen. Ab 1922 spielte der „Sportclub Wacker“ schon auf der noch Heute bestehenden Sportanlage Rennbahn, die auf dem Gelände einer früheren Trabrennbahn am westlichen Ufer des Ennsflusses errichtet wurde. Nachdem dieser Platz nach Renovierungsarbeiten 1929 neu eröffnet worden war, kam es zu einem Übereinkommen des „ASK Bewegung“ mit dem „SK Amateure Steyr“, der zu diesem Zeitpunkt noch nicht vom Arbeitersport ins bürgerliche Lager gewechselt ist, zur gemeinsamen Nutzung dieser Sportanlage. Zur Platzeröffnung der renovierten Rennbahn wurde ein Silberpokal in einem zweitägigen Turnier (24./25. August 1929) unter dem „ASK Rapid Linz“ und den Steyrer Vereinen „SK Vorwärts“, „SK Amateure“ und „ASK Bewegung“ ausgespielt, bei dem man den letzten Platz belegte.
Nach dem erfolglosen Februaraufstand 1934 der Arbeiterschaft gegen den Ständestaat, bei dem Steyr und insbesondere der Stadtteil Ennsleite ein Zentrum der Kampfhandlungen war, wurden sämtliche Arbeiterturn- und Sportverbände von den austrofaschistischen Machthabern verboten, so auch der VAFÖ und dessen Vereine. Der „ASK Bewegung“ wurde im Zuge dessen zwangsweise behördlich aufgelöst. Um weiterhin ihre Sportart für einen Arbeiterklub ausüben zu können, wechselten daraufhin im Mai 1934 einige Spieler und Funktionäre (u. a. Josef Pöschl und Josef Zeilermayer) zum „SK Vorwärts Steyr“ bzw. dem „ÖSK Steyr“, wie sich der Verein zwischen Mai 1934 und Sommer 1935 neutral nennen musste.

### Wiederaufbau, 1957–1967
In der Nachkriegszeit wurde Sport auf der Ennsleite nur hobbymäßig ausgeübt, insbesondere die beiden populären Sportarten Fußball und Tischtennis. Für das Wiederaufleben des „ASV Bewegung“ war dabei der Hobbyverein „Taifun Ennsleite“ von besonderer Bedeutung. Gespielt wurde auf einer Wiese, unterhalb des auf einem Plateau liegenden Stadtteils, in Nähe des Bahnhofes, der sogenannten „Fuchslucken“. Die Aktiven dieser Mannschaft (u. a. Karl-Heinz Kurzwart, Alfred Kern, Fritz Eygruber, Johann Gödl und die Brüder Günther, Franz und Horst Treml) bildeten in späterer Folge den Kern der Fußballmannschaft des Vereins.
1954 kam es dann zur Gründung jener Vereine, die sich in späterer Folge wieder unter dem „ASV Bewegung Steyr“ vereinigen sollten. Eine Mannschaft schloss sich als „ATSV Konsum Steyr“ zu einem Fußballverein zusammen, die ab dem Spieljahr 1955/56 zwei Saisonen in der 3. Klasse B 2 bestritt. Im Oktober 1954 wurde der Tischtennisclub „TTC Edelweiß Ennsleite“ gegründet, der in weiterer Folge dem am 9.12. neu gegründeten „ASV Ennsleite“ bei trat. In diesem Arbeiter-Sportverein wurde anfangs die Sportart Tischtennis ausgeübt. Am 8. Mai 1955 kam es dann im Vereinslokal Ribnitzky zur Gründung der Sektion Basketball, welche diesen Sport als Erste in Steyr organisiert betrieben hat. Ab 1956 kam dann auch noch eine Sektion Faustball hinzu.
Im Jahr 1957 schlossen sich schlussendlich der „ASV Ennsleite“ mit dem „ATSV Konsum“ zum „ASV Bewegung Steyr“ zusammen. Erwähnenswerterweise erfolgte dieser Zusammenschluss auf Initiative von Josef Zeilermayer, der schon Gründungsmitglied des 1920 gegründeten Fußballklubs war, aus dem der „ASK Bewegung“ in den Zwischenkriegsjahren hervorging. Vereinssitz war im Gasthaus Schwaiger in der Arbeiterstraße und als Obmann wurde Georg Götz gewählt.
Ab dem Sommer 1961 verfügte die Basketball Sektion über eine zusätzliche Trainingsmöglichkeit für den Sommer, nachdem der Freiplatz der Otto-Glöckel-Schule fertiggestellt wurde.
Zu den aktiv betriebenen Sportarten Fußball, Tischtennis, Basketball und Faustball kam ab 1966 auch das Eisstockschießen hinzu. Am 26. Oktober erfolgte durch begeisterte Eisstockschützen die Gründung der bis Heute bestehenden Sektion Stocksport.

### Blütezeit, 1967–1986
Ab dem Jahr 1967 wurde das Sportheim an der Hubergutstraße zum Zentrum der Vereinstätigkeiten. In diesem Jahr wurde nämlich das ehemalige Bauernhaus Kletzmayer durch die Stadtgemeinde Steyr ausgebaut und dem Verein als Vereinssitz und Klubheim verpachtet. Im darauffolgenden Jahr konnte auch der, durch die Sektion Tischtennis umgebaute, frühere Stallbereich als Tischtennis- und Veranstaltungssaal fertig gestellt werden. 1969 wurden neben dem Sportheim 3 Asphaltbahnen für die Sektion Stocksport errichtet, die auch als Rollschuhlaufplatz verwendet wurden.
Die erste Herrenmannschaft der Basketball Sektion schaffte 1970 den Aufstieg in die zweithöchste Spielklasse Österreichs (Bundesliga B). Dieser zog eine Kräftekonzentration auf den Herrenbereich nach sich, weswegen die Damenmannschaft aufgelöst wurde und die Spielerinnen zum neu gegründeten Verein „ASKÖ Tabor“ abwanderten. Die Herrenmannschaft, zwischen 1972 und 1975 in „ASV KOFA Steyr“ umbenannt, wurde 3 Jahre später Meister der Bundesliga B und erreichte damit durch die Teilnahme an der höchsten Spielklasse des Landes (Bundesliga A) im Spieljahr 1973/74 ihren größten Erfolg. Durch eine Spielgemeinschaft mit „BBC Wels“ konnte im Spieljahr 1984/85 dann noch einmal kurzfristig an der höchsten Spielklasse im Basketball teilgenommen werden. Auch Damenmannschaften, wenngleich auch Anfangs nur im Nachwuchsbereich, spielten ab Ende der 70er Jahre erneut für den Verein. Im Erwachsenenbereich aber erst später wieder im Rahmen einer Spielgemeinschaft mit Union Enns ab 1983 („SG Enns/Steyr“).
1971 stellte die Sektion Faustball den Meisterschaftsbetrieb ein und löste sich daraufhin selbst auf.
Im Jahr darauf stieg die Fußballmannschaft aus der Bezirksliga Ost ab, in der sie sich seit 1963 (damals noch die vierthöchste Spielklasse) erfolgreich halten konnte. Seit der Wiedergründung des Vereins wurden Fußballspiele auf der Sportanlage der Schule im Stadtteil Ennsleite (Otto-Glöckel-Schule) ausgetragen. Ab 1974/75 konnte dann ein eigener Fußballplatz am Hubergutberg errichtet werden. Dieser wurde 1975 durch Bürgermeister und Vereinsobmann Franz Weiss eröffnet. Gespielt wurde vorwiegend in der 1. Klasse Ost, bis auf ein kurzes, nur 2 Saisonen dauerndes, Gastspiel in der 2. Klasse Ost, das mit dem Wiederaufstieg 1985 beendet werden konnte.
1979 kam dann die bislang letzte neue Sportart im Verein hinzu. Am 9. März wurde der Zweigverein Tennis durch Initiative von Vereinsobmann Franz Draxler und Hermann Reichl gegründet. Unter tatkräftiger Mithilfe der Mitglieder wurde eine Tennisanlage und ein eigenes Klubheim unterhalb des Fußballplatzes am Hubergutberg errichtet, die am 27. April 1981 eröffnet wurde.
Im Jahr 1982 konnten 2 weitere Asphaltbahnen für den Stocksport errichtet werden.

### Neuzeit, ab 1986
1986 wurde die überaus erfolgreiche Basketball Sektion des Vereins aufgelöst. Schon im Jahr zuvor schloss sich das Damen-Basketballteam mit dem „ASKÖ Tabor“ zu einem neuen Verein, der „ASKÖ Basketball-Spielgemeinschaft Steyr“ (Heute: „ASKÖ Damenbasketballclub Steyrer Hexen“), zusammen. Nachdem das Herrenteam diesem Vorbild folgte und sich mit den Herren des „ASKÖ Tabor“ zum „ASKÖ Basketballclub (BBC) Steyr“ (Heute: „ASKÖ BBC Iron Scorps Steyr“) zusammen taten, wurde die Sektion schlussendlich aufgelöst.
Ende Mai 1990 wurde zum Jubiläum „70 Jahre ASV Bewegung Steyr“ eine 5-tägige Feier unter der Leitung von Vereinsobmann Franz Draxler veranstaltet. Das Festprogramm umfasste neben Fußball-, Tennis-, Stock- und Tischtennisturnieren auch ein Kinder- sowie Abendprogramm.
In den Jahren 1988/89 wurde das Klubhaus am „Bewegungsplatz“, wie die Fußballsportanlage in der Stadt genannt wird, weiter ausgebaut. 2016 ist dieses Gebäude jedoch dann abgerissen worden, um den Trainingsplatz neben dem Spielfeld vergrößern zu können. Ein neues Klubhaus entstand am Hang zwischen Fußballplatz und der hangabwärts liegenden Tennisanlage, das ab Frühjahr 2015 in Verwendung steht.
Sportlich erfolgte 1994 der Abstieg der Fußballmannschaft in die 2. Klasse Ost. Die Durststrecke in der letzten Spielklasse dauerte über 10 Jahre an und ein Wiederaufstieg wurde oft nur haarscharf verpasst. Dieser gelang erst im Spieljahr 2005/06 mit Trainer Helmut „Waki“ Kiss, unter dem 3 Jahre später sogar noch der Aufstieg in die Bezirksliga Ost gefeiert werden konnte. Nach einem Abstieg 2011 und sofortigen Wiederaufstieg in der kommenden Saison, konnte man sich in dieser Liga etablieren, bis 2019 der erneute Abstieg in die 1. Klasse Ost erfolgte.
2015 wurden auch die Plätze der Tennisanlage saniert Zwei Jahre später, im Mai 2017, kam es aber im Zuge eines Gewitters zur Vermurung der Plätze. Die daraus entstanden Schäden konnten jedoch, auch durch die Mithilfe von Aktiven, innerhalb weniger Tage wieder beseitigt werden.

## Sportarten
- Fußball (1920 – Heute, mit Unterbrechungen siehe Geschichte).
- Handball (Anfangszeit)
- Tischtennis (1954 – Heute, seit 2003 in Spielgemeinschaft mit Union Steyr.[39])
- Basketball (1955–1986)
- Faustball (1956–1971)
- Stockschießen (1966 – Heute)
- Tennis (1979 – Heute)

## Erfolge

### Fußball
- Meister 3. Klasse Ennstal-Steyr im Spieljahr 1961/62[40]
- ASKÖ Landesmeister 1962[41]
- Meister 1. Klasse Ost im Spieljahr 1962/63[42]
- 4. Rang in der Bezirksliga Ost (4. höchste Spielklasse damals) im Spieljahr 1963/64[22]
- ASKÖ Hallen Landesmeister 1974[41]
- OÖ-Hallenfußball-Supercup Sieger und Stadtmeister im Hallenfußball 1977[41]
- Meister 2. Klasse Ost im Spieljahr 1984/85[43]
- Meister 2. Klasse Ost im Spieljahr 2005/06[31]
- Hallenturnier Sieg „Steyrer Bandenzauber“ 2006[44]
- Meister 1. Klasse Ost im Spieljahr 2008/09[32]
- Meister 1. Klasse Ost im Spieljahr 2011/12[45]
- Hallenturnier Sieg „Steyrer Bandenzauber“ 2014[44] & 2015[46]
- Stadtmeister im Hallenfußball 2016[47] & 2017[48]

### Tischtennis
- Teilnahme der Herren A-Mannschaft an Landesliga (höchste Spielklasse des Bundeslandes) 1964/65 bis 1970/71[16]
- Wiederaufstieg der Herren A-Mannschaft in Landesliga 1978[16]
- Meister Landesklasse Nord-Ost der Herren A-Mannschaft und Meister Bezirksklasse Ost der Herren C-Mannschaft im Spieljahr 1987/88[16]

### Basketball
- Landesmeister der Damen- und ASKÖ-Bundesmeister der Herren-Jugendmannschaft im Spieljahr 1961/62[14]
- ASKÖ-Bundesmeister der Herren-Jugendmannschaft im Spieljahr 1963/64[49]
- Junioren-Landesmeister im Spieljahr 1966/67[49]
- Jugend- und Junioren-Landesmeister im Spieljahr 1967/68[49]
- Junioren-Landesmeister im Spieljahr 1968/69[17]
- Aufstieg in Bundesliga B der ersten Herrenmannschaft, Meister 1. Klasse der zweiten Herrenmannschaft („ASV Bewegung/Tabor“) und Junioren-Landesmeister im Spieljahr 1968/69[17]
- Jugend-Landesmeister im Spieljahr 1970/71[17]
- Schüler-Landesmeister 1972[17]
- Aufstieg in Bundesliga A der Herrenmannschaft, Jugend-Landesmeister im Spieljahr 1972/73[17]
- Landesmeister der Minibasketballer 1975[18]
- Schüler-Landesmeister 1976[18]
- Schüler-Staatsmeister und -Landesmeister 1977[18]
- Oö. Basketball-Cup und Meister Schüler-Regionalliga im Spieljahr 1977/78[18]
- Landesmeister und Cupsieger der Herrenmannschaft, Jugend-Landesmeister und Landesmeister der Minibasketballer im Spieljahr 1978/79[18]
- Landesmeister und Cupsieger der Herrenmannschaft, Landesmeister der Schülerinnen im Spieljahr 1979/80[18]
- Landesmeister und Cupsieger der Herrenmannschaft, Staatsmeister der Schülerinnen im Spieljahr 1980/81[18]
- Landesmeister der Herrenmannschaft und Aufstieg in Bundesliga B, Landesmeister der weiblichen Jugendmannschaft im Spieljahr 1981/82[18]
- Landesmeister und Aufstieg in Bundesliga B der Damen-Spielgemeinschaft mit Union Enns im Spieljahr 1983/84[19]
- 4. Rang Herren Bundesliga A der Spielgemeinschaft „BBC Colonia Wels/Steyr“ im Spieljahr 1984/85[19]. Meister der Damen Bundesliga B und Aufstieg in die Bundesliga A der Spielgemeinschaft „SG  Enns/Steyr“, die außerdem noch das Wiener Stadthallen-Turnier und das Jubiläumsturnier „30 Jahre Basketball in Steyr“ in jenem Spieljahr gewannen[19]

### Faustball
- Landes- und Stadtmeister im Spieljahr 1962/63[20]

### Stocksport
- Stadtmeister 1973[15]